# Nando Vicario
Fernando Vicario Moreno (Cáceres, 24 de marzo de 1976) es un jugador de baloncesto de nacionalidad española. Mide 1,93 metros y de altura y ocupa las posición de escolta.

## Trayectoria
Se formó en las categorías inferiores del desaparecido Cáceres C.B, club con el que debutó en la liga ACB a muy temprana edad. Su carrera deportiva transcurrió en distintos clubes de elite extremeños y gallegos.
A la edad de 28 años anunció su retirada del baloncesto profesional para dedicarse a sus estudios de fisioterapia. Como fisioterapeuta llegó a formar parte del cuerpo médico de Obradoiro CAB de la liga ACB en la temporada 2009/10, aunque nunca dejó de estar en activo formando parte de distintos equipos de categoría EBA.

## Clubes

### Como jugador
- Cantera Cáceres C.B.
- 1994-95 EBA. C.B. Ambroz Plasencia.
- 1995-96 ACB. Cáceres C.B.
- 1996-97 EBA. C.P. Doncel La Serena.
- 1996-98 ACB. Cáceres C.B.
- 1998-99 LEB. Melilla Baloncesto.
- 1999-02 LEB. Ulla Oil Rosalía.
- 2002-03 LEB2. Baloncesto Porriño.
- 2003-04 LEB2. Club Instituto Rosalía de Castro.
- 2004-05 LEB. Cáceres C.B.
- 2005-06 EBA. Basander.
- 2006-08 EBA. Fundación Valdemoro Siglo XXI
- 2008-09 EBA. AD Xiria.
- 2010-11 EBA. Obradoiro CAB.

### Como fisioterapeuta
- 2009-10 ACB. Xacobeo Blu Sens.